# Nhà hát Chèo Việt Nam
Nhà hát Chèo Việt Nam là trung tâm biểu diễn, nghiên cứu và đào tạo nghệ thuật Chèo Việt Nam. Cơ quan chủ quản của Nhà hát là Cục Nghệ thuật biểu diễn, Bộ Văn hóa – Thể thao & Du lịch. Nhà hát Chèo Việt Nam chính là cái nôi của nghệ thuật chèo chuyên nghiệp, là nơi dàn dựng và biểu diễn các vở kinh điển nổi tiếng của môn nghệ thuật chèo. Không chỉ vậy, Nhà hát Chèo Việt Nam còn có lực lượng đi biểu diễn và đào tạo thường xuyên cho các nhà hát chèo địa phương, được xem là anh cả của các nhà hát Chèo. Đến năm 2021, Nhà hát Chèo Việt Nam đã có tới 61 nghệ sĩ ưu tú và 20 nghệ sĩ đã được phong tặng danh hiệu nghệ sĩ nhân dân qua ác thời kỳ, tiêu biểu như: Chu Văn Thức, Bùi Trọng Đang, Mạnh Tuấn, Diễm Lộc, Mạnh Phóng, Vũ Văn Nghị, Lý Mầm, Thúy Ngần, Thanh Ngoan, Vân Quyền. Ngoài biểu diễn trong nước, Nhà hát Chèo Việt Nam đã lưu diễn ở nhiều nước Châu Âu và Châu Á..

## Lịch sử hình thành
Nhà hát Chèo Việt Nam là trung tâm biểu diễn, nghiên cứu và đào tạo nghệ thuật Chèo, tiền thân là Tổ Chèo trong Đoàn Văn công Nhân dân Trung ương, thành lập năm 1951 tại Việt Bắc. Cùng với Nhà hát Chèo Quân đội là 2 nhà hát Chèo chuyên nghiệp hoạt động trên diện rộng. Nhà hát Chèo Việt Nam được thành lập từ năm 1951 nhưng nhà hát thì chính thức được khánh thành vào năm 1964, hiện nằm tại Khu Văn công Mai Dịch, Quận Cầu Giấy, Hà Nội
Ngày 6 tháng 5 năm 1964, Bộ Văn hóa ra Quyết định số: 14-VH-QĐ thành lập Nhà hát Chèo Việt Nam trên cơ sở các đơn vị sau đây:
- Đoàn Chèo 1;
- Đoàn Chèo 2.
- Ban Nghiên cứu Chèo;
- Khoa Chèo thuộc Trường Nghệ thuật Sân khấu.

Từ ngày đầu thành lập, Nhà hát đã tập hợp các nghệ nhân ưu tú trong một chương trình khai thác và học tập vốn cổ trong nghệ thuật Chèo. Trên cơ sở đó, Nhà hát đã phục hồi, chỉnh lý, cải biên thành công những vở Chèo truyền thống tiêu biểu như: "Quan Âm Thị Kính", "Lưu Bình - Dương Lễ", "Xuý Vân", "Từ Thức", "Trương Viên"…
Với vai trò một đơn vị đầu ngành, Nhà hát Chèo Việt Nam đã đạt được nhiều thành tựu nghệ thuật, với những vở diễn luôn theo sát những nhiệm vụ chính trị của đất nước trong từng giai đoạn lịch sử. Các vở diễn với mục đích đưa nghệ thuật Chèo truyền thống phát triển và thích ứng với thời đại mới. Nhiều vở diễn đã được đánh giá cao về giá trị tư tưởng và nghệ thuật, đã được tặng huy chương vàng, bạc và các giải thưởng cao trong các kì hội diễn, liên hoan sân khấu Chèo chuyên nghiệp toàn quốc: "Chị Trầm", "Con trâu hai nhà", "Cô gái Sông Lam", "Tình rừng", "Lọ nước thần", "Sông Trà Khúc", "Vòng phấn Cáp-ca-dơ", "Thái hậu Dương Vân Nga", "Lý Nhân Tông kế nghiệp", "Tô Hiến Thành", "Hồ Xuân Hương", "Vua Chổm"... 
Nhà hát Chèo Việt Nam đã lưu diễn phục vụ nhân dân khắp mọi miền Việt Nam, đồng thời cũng có mặt ở nhiều nước trên thế giới, giới thiệu nghệ thuật Chèo truyền thống của Việt Nam với bè bạn khắp năm châu.
Nhà hát Chèo Việt Nam đã được Nhà nước trao tặng nhiều phần thưởng cao quý: Huân chương Độc lập hạng Ba, hạng Nhì; Huân chương Kháng chiến chống Pháp hạng Nhì; Huân chương Kháng chiến chống Mĩ hạng Nhì và nhiều Huân chương Lao động. Nhiều nghệ nhân, nghệ sĩ của Nhà hát đã vinh dự được Nhà nước trao tặng danh hiệu: Nghệ sĩ Nhân dân, Nghệ sĩ Ưu tú, Giải thưởng Nhà nước về văn học nghệ thuật…

## Các đơn vị trực thuộc
Năm 2019, Nhà hát Chèo Việt Nam có tổng số 203 nghệ sĩ, công nhân viên chức, người lao động., với 5 phòng ban chức năng:
1. Phòng Hành chính tổng hợp.
2. Phòng Nghệ thuật.
3. Phòng Tổ chức biểu diễn (được hợp nhất với rạp Kim Mã - nơi biểu diễn chính của Nhà hát Chèo Việt Nam, đồng thời là nơi diễn ra nhiều sự kiện văn hóa nghệ thuật, chính trị xã hội của Thủ đô và đất nước. Tại đây, hiện nay Nhà hát Chèo Việt Nam thường xuyên biểu diễn phục vụ khán giả với các chương trình song song trên cả sân khấu lớn và sân khấu nhỏ)
4. Đoàn Nghệ thuật Truyền thống.
5. Đoàn Nghệ thuật Thể nghiệm.

## Thành tích

### Ghi nhận của Nhà nước và Chính phủ
- Huân Chương chống Pháp hạng Hai năm 1954
- Huân Chương Lao động hạng Hai năm 1957
- Huân Chương Lao động hạng Ba năm 1960
- Huân Chương Lao động hạng Ba năm 1963
- Huân Chương Kháng chiến chống Mỹ hạng Hai năm 1973
- Huân Chương Độc lập hạng Ba năm 1991
- Huân Chương Độc lập hạng Nhì năm 2001
- Huân Chương Lao động hạng Ba năm 2011
- Đơn vị xuất sắc nhận Cờ thi đua của Chính phủ năm 2014
- Huân Chương Lao động hạng Nhì năm 2016
- Đơn vị xuất sắc nhận Cờ thi đua của Chính phủ năm 2020
- Huân Chương Lao động hạng Nhì năm 2021

### Giải thưởng chuyên ngành
- Năm 2020, Tại Cuộc thi Tài năng trẻ diễn viên Chèo toàn quốc năm 2020 đã diễn ra tại Hà Nam, Nhà hát Chèo Việt Nam đã xuất sắc giành 2 huy chương vàng (Nguyễn Thị Thu Hiền, Trần Thị Lệ Thu), 2 huy chương bạc (Nguyễn Thị Vân, Đình Lý) và 6 giải triển vọng khác, xếp thứ nhất các đoàn tham gia theo thành tích huy chương.
- Năm 2019, Tại Liên hoan sân khấu chèo toàn quốc diễn ra tại Bắc Giang, chèo Việt Nam giành huy chương bạc cho vở diễn "Rồng Phượng"; giành 4 huy chương vàng cá nhân (Trần Thị Hiền, Trần Văn Hài, Hà Thị Thảo, Vũ Tất Dũng) và 7 huy chương bạc, xếp thứ 6/16 đơn vị tham gia theo thành tích huy chương.
- Năm 2017, tại Liên hoan Độc tấu và hòa tấu Nhạc cụ dân tộc, Nhà hát Chèo Việt Nam đã giành Huy chương Vàng cho chương trình "Khúc diệu tâm" cùng 02 Huy chương Vàng cho 02 tiết mục "Ngẫu hứng tam tấu trống" (NSUT Anh Tuấn, NS Điền Vũ, NS Trọng Khánh) và tiết mục độc tấu đàn Tranh "Tâm sự Mị nương" (NS Thùy Chi)
- Năm 2017, tại Cuộc thi Tài năng trẻ Diễn viên sân khấu Tuồng, Chèo chuyên nghiệp toàn quốc diễn ra ở Thanh Hóa, Nhà hát Chèo Việt Nam (cùng với Nhà hát Chèo Thái Bình) là đơn vị xếp thứ nhất với thành tích 02 Huy chương Vàng thuộc về các nghệ sĩ Hà Văn Cường, Trần Minh Hải và 02 Huy chương Bạc thuộc về các nghệ sĩ Hà Thị Thảo, Lại Xuân Chường.
- Năm 2016, tại cuộc thi Nghệ thuật Sân khấu Chèo chuyên nghiệp toàn quốc diễn ra ở Ninh Bình, Nhà hát Chèo Việt Nam giành huy chương vàng với vở diễn “Dây Tràng hạt diệu kỳ” và nhiều giải thưởng khác, xếp hạng 4 toàn đoàn theo thành tích huy chương.
- Năm 2014, tại Cuộc thi tài năng trẻ diễn viên sân khấu Chèo chuyên nghiệp toàn quốc diễn ra ở Ninh Bình, Nhà hát Chèo Việt Nam giành 02 Huy chương Vàng thuộc về các nghệ sĩ Trần Thị Hiền, Trần Thái Sơn và 02 Huy chương Bạc thuộc về các nghệ sĩ Lê Văn Thơm, Vũ Tất Dũng.[5] Cùng với Nhà hát Chèo Ninh Bình, Nhà hát Chèo Việt Nam là hai đơn vị về nhất theo thành tích huy chương.
- Năm 2013, tại cuộc thi Nghệ thuật Sân khấu Chèo chuyên nghiệp toàn quốc diễn ra ở Hải Phòng[6] Nhà hát Chèo Việt Nam giành Huy chương Bạc vở diễn “Đường trường duyên phận”. 06 Huy chương Vàng cá nhân thuộc về các nghệ sĩ Hà Thị Thảo, Vũ Bá Dũng, NSUT Minh Thu, NSUT Thu Hương, NSUT Kim Liên, NSUT Ngọc Bích; 04 Huy chương Bạc cá nhân thuộc về các nghệ sĩ Thái Sơn, Bách Hợp, NSUT Tuấn Tài, Tất Dũng. Nhà hát còn giành nhiều giải phụ khác như giải Tác giả xuất sắc dành cho Trần Đình Văn, giải Nhạc sĩ xuất sắc thuộc về Nhạc sĩ Đào Tuấn Hải, Họa sĩ thể hiện xuất sắc thuộc về Họa sĩ Nguyễn Hồng Long. Xếp thứ 4/17 đoàn tham dự theo thành tích huy chương.
- Năm 2011, tại Liên hoan Sân khấu Chèo về đề tài hiện đại diễn ra ở Thái Bình,[7] Nhà hát Chèo Việt Nam giành Huy chương Vàng vở diễn “Giếng thơi trong lòng phố”. Xếp hạng 1/13 đoàn tham dự theo thành tích huy chương.
- Năm 2009, tại Hội diễn Sân khấu Chèo chuyên nghiệp toàn quốc diễn ra ở Quảng Ninh[8] Nhà hát Chèo Việt Nam giành Huy chương bạc vở diễn “Mảnh gương nhân sự”. 04 Huy chương vàng cá nhân thuộc về các nghệ sĩ NSUT Lã Khương, NSƯT Lê Thu Hằng, NSUT Thu Hương, Vũ Văn Đông và 05 Huy chương Bạc thuộc về các nghệ sĩ NSUT Minh Thu, NSUT Kim Liên, NSUT Bá Dũng, Văn Hải, NSƯT Phúc Lợi. Xếp thứ 3/17 đoàn tham dự theo thành tích huy chương.
- Vở  “Chị Trầm” – Giải A Hội diễn năm 1959
- Vở  “Súy Vân” – Huy chương Vàng năm 1962
- Vở  “Lưu Bình – Dương Lễ” – Giải Âm nhạc Xuất sắc năm 1962
- Vở  “Phiến đá” – Huy chương Vàng năm 1970
- Vở  “Sông Trà Khúc” – Huy chương Vàng năm 1985
- Vở  “Hồ Xuân Hương” – Giải A Xuất sắc năm 1988
- Vở  “Từ Thức” – Huy chương Vàng năm 1990
- Vở  “Vua Chổm” – Huy chương Vàng năm 1995
- Vở  “Kính chiếu yêu” – Huy chương Vàng năm 1999-2000
- Vở  “Nàng Thiệt Thê” – Huy chương Bạc năm 2001
- Vở  “Những vần thơ thép” – Huy chương Vàng năm 2005

## Hoạt động biểu diễn
Với mục đích mang nghệ thuật Chèo đến gần với khán giả hơn, hiện nay, Nhà hát Chèo Việt Nam đang duy trì các chương trình biểu diễn tại sân khấu nhỏ (sức chứa 80-100 khách) vào các tối thứ 4, tối thứ 6 hàng tuần với các chương trình Âm nhạc "Năm cung Chèo", "Chiếu Chèo" (trích đoạn Chèo truyền thống và hầu đồng) và sân khấu lớn (sức chứa 500 khách) vào tối thứ 7 cuối cùng của tháng với các vở chèo truyền thống như "Quan Âm Thị Kính", "Trinh Nguyên", "Lưu Bình Dương Lễ", "Tống Trân Cúc Hoa", "Súy Vân"... và một số các tác phẩm hiện đại khác...